# Guerra tra Venezia e Bisanzio (1122-1126)

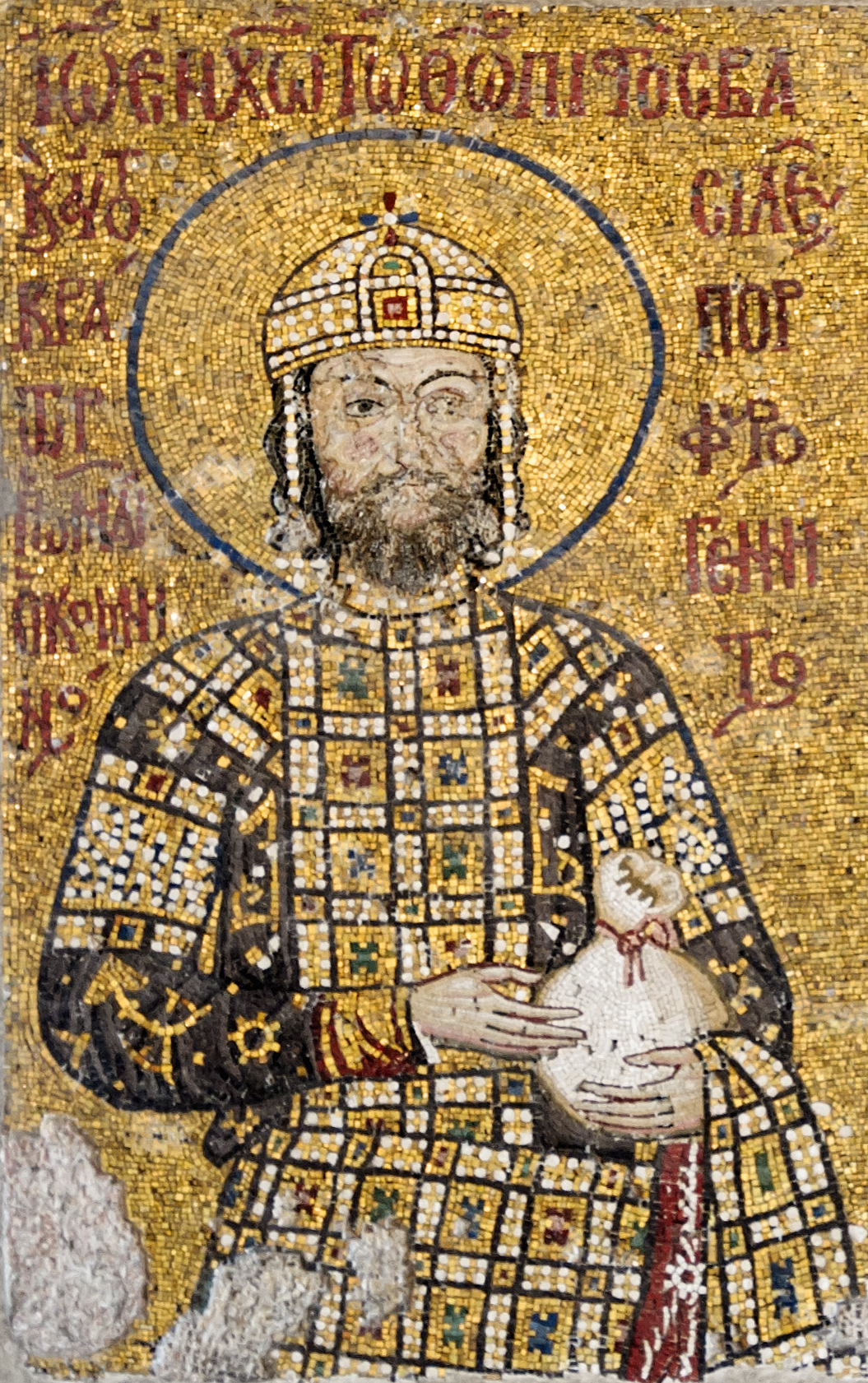
Raffigurazione di Giovanni II Comneno basileus dell'Impero bizantino.

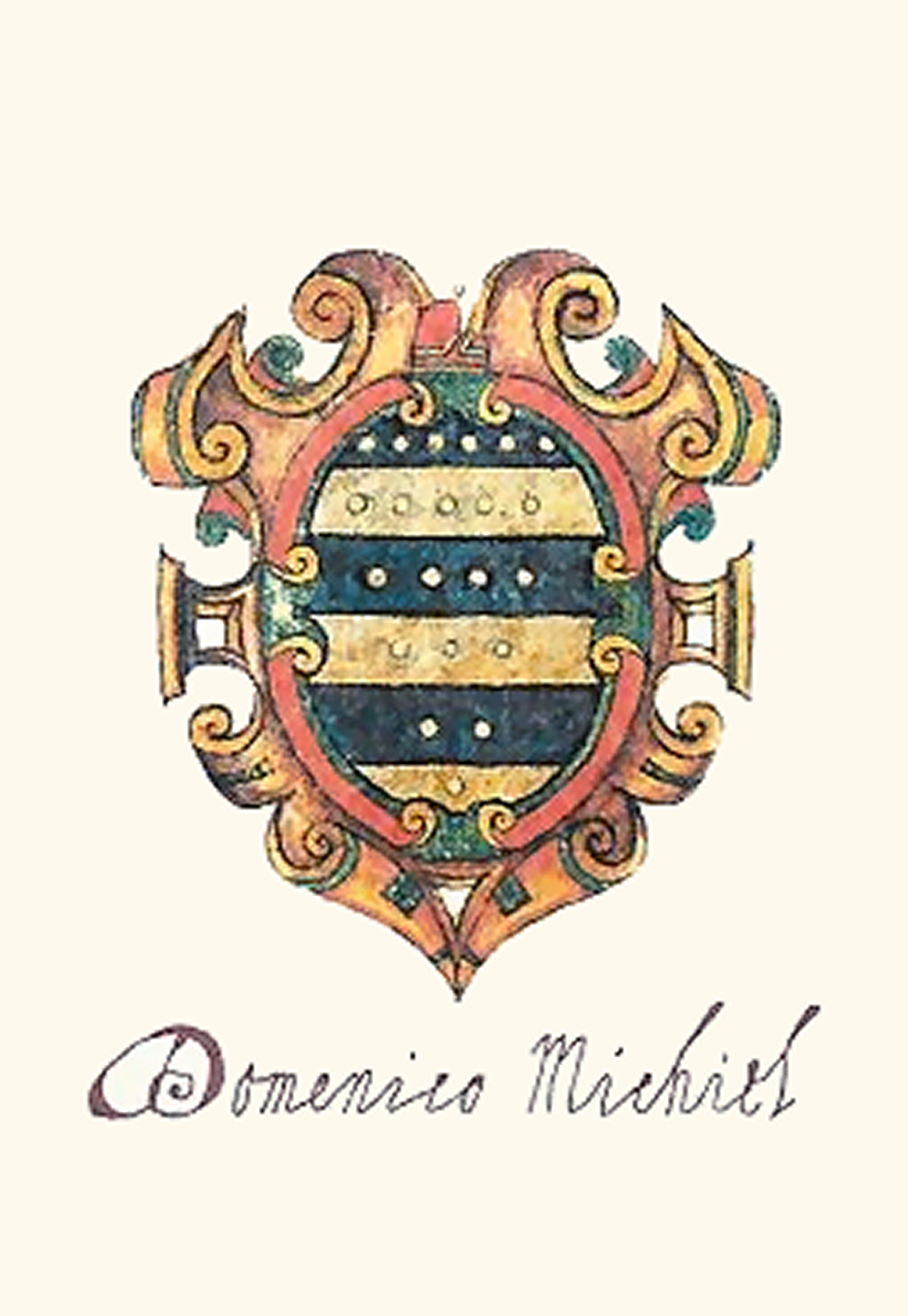
Lo stemma araldico di Domenico Michiel, Doge di Venezia.

La guerra tra Venezia e Bisanzio combattuta tra il 1122 e il 1126 fu il primo scontro armato tra le due potenze del Mediterraneo Orientale, combattuto dalla Repubblica di Venezia e dall'Impero bizantino per il controllo del commercio orientale, che si concluse con il consolidamento del predominio mercantile della Repubblica marinara nel Levante.

## Preludio
Nel 1082 l'imperatore bizantino (Basileus) Alessio I Comneno, in cambio del prezioso aiuto ottenuto dalla flotta veneziana nella guerra contro i Normanni di Roberto il Guiscardo, aveva emanato una bolla d'oro con la quale rendeva esenti i mercanti veneziani da qualunque imposta nei principali porti e città dell'Impero bizantino.
In breve la situazione così creata si era rivelata particolarmente gravosa per le casse dell'Impero, cosicché, alla morte di Alessio, nel 1118, il nuovo imperatore Giovanni II si era rifiutato di rinnovare la bolla, nonostante le proteste degli ambasciatori di Venezia, preferendo invece sostenere il commercio con le rivali Repubbliche di Pisa e Genova.
Venezia vide così colpiti i propri interessi mercantili, che costituivano la chiave di volta del suo intero sistema sociale e politico, mutando così radicalmente il proprio rapporto con l'ex-madrepatria (il Ducato di Venezia era infatti un antico ducato bizantino). Il nuovo doge, Domenico Michiel, chiese all'imperatore il rinnovo della crisobolla, ma, di fronte al netto rifiuto, si preparò alla guerra, cercando la scusa adatta per scatenarla e riaffermare il proprio potere sui mari del Levante.

L'occasione fu data dalla cattura del re di Gerusalemme Baldovino II di Gerusalemme da parte dei Saraceni e dalla richiesta di aiuto mandata dagli Stati Crociati d'Oltremare: Venezia si offrì prontamente di accorrere in soccorso, desiderosa di inviare una potente flotta in Oriente.

## Il conflitto

### La prima fase della guerra veneto-bizantina
L'8 agosto del 1122, dopo aver nominato come reggenti il figlio e il nipote col titolo di Venetiarum Praesides, il Doge salpò dal porto del Lido con una flotta di quaranta galee, ventotto navi rostrate e quattro navi onerarie per dirigersi, carichi di pellegrini e crociati in soccorso di Baldovino, ma soprattutto per compiere una spedizione punitiva nei confronti dell'Impero bizantino.

Tutto questo accadeva all'incirca nello stesso tempo in cui l'Imperatore Giovanni II sottometteva i Peceneghi nella battaglia di Beroia.
Fu fatto scalo a Bari e quindi venne diretto un primo attacco sulla bizantina Corfù, che fu messa sotto assedio per sei mesi, ma senza apprezzabili risultati, cosicché, trascorso l'inverno e resisi conto di non poterla espugnare, i Veneziani si mossero decisamente verso il Levante.
Nel 1123 la flotta veneziana devastò Chio, Lesbo, Rodi e giunse infine a Cipro, dove venne a conoscenza della posizione della flotta egiziana.

### La tregua: Venezia alle Crociate
Da quel momento la Repubblica di Venezia fu impegnata contro i Saraceni, sconfiggendo ad Ascalona gli Egiziani e saccheggiando un gran numero di ricchezze. Il Michiel ricevette quindi l'ambasciata del patriarca di Gerusalemme Guarmondo, del gran connestabile del Regno Guglielmo di Bari e del segretario della Soria Pagano, che lo invitarono a trascorrere il Natale a Gerusalemme.
Nell'anno successivo, di fronte alla promessa solenne da parte dei maggiorenti del regno di riservare un quartiere veneziano in ogni città del Regno e di rendere esenti i mercanti veneti da ogni dazio, la flotta di San Marco mosse contro Sidone e Tiro, conquistata con l'inganno il 30 luglio 1124 dopo un assedio di cinque mesi.

### La seconda fase della guerra veneto-bizantina
Finalmente libero dagli impegni con gli Stati cristiani d'Oltremare, il Doge tornò a rivolgersi contro il suo principale obbiettivo: il basileus bizantino. Vennero devastate Samo e Andros, dopodiché la flotta fece ritorno nell'Adriatico per affrontare Stefano II d'Ungheria che minacciava i possedimenti veneziani in Dalmazia. A Venezia vennero così riportati, tra i numerosi bottini, i preziosi corpi di Sant'Isidoro e San Donato.
Nel 1126, infine, i Veneziani ripresero il mare contro i Bizantini, attaccando Modone e Cefalonia: di fronte alla devastazione dei propri possedimenti marittimi l'Imperatore si risolse infine ad inviare ambasciatori per chiedere la pace.

## Epilogo
Nel 1126 Giovanni II Comneno emanò una nuova Crisobolla, riconoscendo tutti i precedenti diritti già concessi dal padre e incrementandoli con nuove esenzioni e monopoli. All'imperatore rimase come unica soluzione concedere ulteriori concessioni anche alle repubbliche di Genova e di Pisa, nella speranza di controbilanciare il potere veneziano sui suoi mari, ma le conseguenze del conflitto furono il rinsaldarsi di un abbraccio mortale tra l'economia veneziana e quella bizantina che strangolava e soffocava il commercio greco a tutto vantaggio delle Repubbliche Marinare italiane.
Una simile situazione fu l'innesco per un vortice di reciproci sospetti, tradimenti e rivalità tra le Repubbliche mercantili e l'Impero, spesso esplose in veri e propri atti di pirateria, che sfociarono infine nel successivo conflitto combattuto tra Bisanzio e Venezia durante il regno di Manuele I Comneno e nelle guerre combattute tra Genova, Pisa e Venezia.